# 汉克·皮姆
亨利·喬納森·皮姆（英語：Henry Jonathan Pym），暱稱漢克·皮姆（Hank Pym），是一位出現在漫威漫畫中的虛構超級英雄，第一位蟻人。是由史丹·李、拉里·李伯及杰克·科比所創作，首次出現於《驚異故事》第27期（1962）。在1964年，他成為了驚奇漫畫的英雄聯盟復仇者的創始成員。

## 人物
亨利·喬納森·「漢克」·皮姆（Henry Johnathan "Hank" Pym）是漫威宇宙中最優秀的天才科學家和發明家之一。某天，他在研究自己研發的“皮姆粒子（Pym Particles）”時意外縮小，隨後便被一群螞蟻視為入侵者並遭到攻擊，在逃亡中發現自己雖然縮小了，但各項體能依然保持着原本的體形的狀態。體形恢復原來的大小後，他研發了一種能跟昆蟲溝通的電子頭盔，從此便以超級英雄“蟻人”的身分從事各種英雄活動。
弗農·范戴茵博士（Vernon van Dyne）在某次實驗中意外地開啟了一道異次元通道，讓外星人到達地球。汎·戴茵博士被外星人殺死後，他的女兒珍妮特·范戴茵便找上漢克，希望能藉由皮姆粒子來為父報仇。漢克告訴珍妮自己的英雄身分，並給予她皮姆粒子讓她成為“黃蜂女”，之後兩人合力逮捕了該名外星惡棍，於是兩人便成為了英雄搭檔和戀人。
後來蟻人和黃蜂女與鋼鐵人、雷神索爾和浩克一同抵抗邪神洛基的威脅，在黃蜂女的提議下，五人組成了地球上最強大的英雄團體“復仇者聯盟”。
漢克在入隊之後發現自己的力量比不上索爾和美國隊長等人，於是決定研究並利用皮姆粒子將自己的身體變大成為巨化人（Giant-Man），但由於不當使用皮姆粒子導致他長期被鎖定在一個介於巨化人和普通大小的體型之間——10英呎高（約合3.05米），好不容易才恢復原狀，在此期間他使用了歌利亞（Goliath）的名字。

### 黃蜂戰士時期
隨後，漢克由於自己在隊伍中缺乏成就，並且在財務上過於依賴富有的未婚妻珍妮特而感到苦惱，最終導致人格分裂，給自己製造了一個名為黃蜂戰士（Yellow Jacket）的身份並以各種粗暴的方式對付罪犯，聲稱自己殺死了漢克並強迫珍妮特和他結婚。珍妮特發覺了他的真實身份後不顧隊友的反對而同意結婚。豈料敵人來襲，黃蜂戰士為了拯救珍妮特而暴露出自己的面容並恢復了理智。從此漢克開始以黃蜂戰士的身份在復仇者聯盟活動。
1979年的#181，他們離開了復仇者，#212中，復仇者缺乏人手時，由於珍妮特的冒險熱情，他們又回來了，但漢克由於在戰鬥中表現錯誤而遭到美國隊長的指責，導致召開內部審判，而漢克產生了荒謬的念頭，想製造一個機器人去襲擊審判會場，然後自己打倒這個機器人以證明自身價值，結果這個計劃完全失敗，漢克還怒打了發現秘密的珍妮特，事情被揭露後遭到一致譴責，他被迫接受了珍妮特的離婚要求，放棄英雄事業，倉皇離家。
漢克對自己的行為感到後悔，決心重新開始時，又被舊敵人「蛋頭」（一位邪惡科學家）陷害，後者用人質被逼著他盜竊軍工廠，讓復仇者把他當場抓獲；後來又派一批反派劫獄把漢克帶到賊窩裡，企圖讓漢克為自己工作，但漢克還是挫敗了他，洗清了自己的罪名，然後繼續科研生涯。

### 西海岸復仇者
此後漢克以「皮姆博士」的身分加入了西海岸復仇者，不穿特殊制服，也不變大變小，主要是開發各種可以改變大小的特殊工具戰鬥。在此期間，他留在東海岸的一些裝備被竊，於是出現了一位女性黃蜂戰士麗塔·德瑪拉。漢克和珍妮特開始恢復為「好朋友」關係，在此後幾年中他又使用過巨化人身份，直到2001年的康之王朝事件（征服者康是一位能穿越時間的超級反派，曾經說過漢克當初的惡劣表現有他幕後推手的成分），時間混亂導致他的不同時期身份混在一起出現，他也得知自己採用的這些身份代表著自己內心的不同面，黃蜂戰士就是衝動特性的體現。最終漢克理清了自己的問題，再次成為黃蜂戰士，這一時期他也開始以「黃蜂戰士」的身份巨大化。

### 秘密入侵
復仇者解散後，史克魯爾人的間諜偽裝成仰慕漢克的女子接近並俘虜了他，使得偽裝成黃蜂戰士的間諜滲透進了英雄圈子，在內戰到秘密入侵期間發揮了巨大的破壞作用。秘密入侵後，漢克被救回，發現珍妮特已經犧牲，為了紀念愛人，他為自己設計了一個男性版的黃蜂女身份「黃蜂俠」，組建一支復仇者分隊對抗諾曼·奧斯本的黑暗王朝統治。圍城之戰後，漢克在「復仇者學院」訓練年輕英雄。
在起源（Initiative）計畫中在哈蒙德營地（Camp Hammond）負起訓練新英雄的任務，被時代雜誌社選為年度風雲人物。多年來不少英雄/惡人用過他的稱號。
當時的黃蜂戰士和黃蜂女能力類似，都以縮小身體，飛行和發射腕部光束戰鬥。黃蜂戰士制服的肩部突起是一對翅膀，在他不變小時也可以震動發出特殊聲波。在縮小狀態下，他保留普通人的體力，增大時體力增倍。
如今漢克恢復巨化人身份，並為新復仇者成員。他可以思維控制皮姆粒子，讓自己身體變大變小。在2012年大事件《復仇者聯盟 VS X戰警》中，協助鋼鐵人完成反鳳凰裝甲。

## 能力
漢克·皮姆是一名科學天才，擁有生物化學的博士學位，他同時涉足了量子物理學、人工智能和機械工程學方面的領域。皮姆一生中最偉大的成就便是創造了皮姆粒子，這種粒子能夠容許他的身體及接觸到的物質任意變換大小。此外，漢克·皮姆亦創造了機器人奧創。
皮姆所佩戴的頭盔能允許他跟螞蟻或其他昆蟲對話並命令他們。

## 其他媒體

### 電影
- 在動畫電影《終極復仇者》及《終極復仇者2》中，由Nolan North配音。
- 漫威電影宇宙：汉克·皮姆由邁克爾·道格拉斯與達克斯·格里芬（英语：Dax Griffin）（年輕時期）飾演。
  - 《蟻人》（2015年）
  - 《蟻人與黃蜂女》（2018年）：在結局彩蛋中因薩諾斯的响指下而灰飛煙滅。
  - 《復仇者聯盟4：終局之戰》（2019年）：出現於1970年由神盾局管制的紐澤西州軍事基地實驗室，被潛入的史蒂芬·羅傑斯取得皮姆粒子作為返程燃料。因浩克的响指下而復活，在東尼·史塔克的喪禮中出現。
  - 《蟻人與黃蜂女：量子狂熱》（2023年）

### 劇集
- 漫威電影宇宙：由邁克爾·道格拉斯回歸飾演漢克·皮姆。
  - 《無限可能：假如…？》第一季（2021年）[1]：動畫劇集，配音演出。

### 遊戲
- 《漫威：未來之戰》：手機遊戲，巨人/歌利亞是玩家可使用角色之一。
- 《漫威復仇者聯盟》
- 《漫威：未來革命》
- 《漫威復仇者聯盟》

## 外部連結
- 汉克·皮姆 （页面存档备份，存于） 在 Marvel Directory